# アンドリュー・ラブリク
アンドリュー・ラブリク（英語: Andrew Lavrik、1986年1月29日 - ）は、ウクライナ、キエフ出身、メキシコ、メキシコシティ出身の男性フィギュアスケート選手（アイスダンス）。元パートナーはコリーヌ・ブルーンス。2010年四大陸フィギュアスケート選手権メキシコ代表。

## 主な戦績
| 大会/年      | 2009-10 |
| ------------ | ------- |
| 四大陸選手権 | 11      |

### 詳細
| 2009-2010 シーズン |                                        |          |          |          |           |
| 開催日             | 大会名                                 | CD       | OD       | FD       | 結果      |
| 2010年1月27日-29日 | 四大陸フィギュアスケート選手権（全州） | 11 17.71 | 10 34.33 | 12 54.03 | 11 106.07 |